# Usatyj njan
Usatyj njan (russisk: Усатый нянь) er en sovjetisk spillefilm fra 1977 af Vladimir Grammatikov.

## Medvirkende
- Sergej Prokhanov som Innokentij Petrovitj Tjetvergov
- Ljudmila Sjagalova som Marina Borisovna Mikhaltjuk
- Jelizaveta Uvarova som Arina Rodionovna